# Randy Harrison

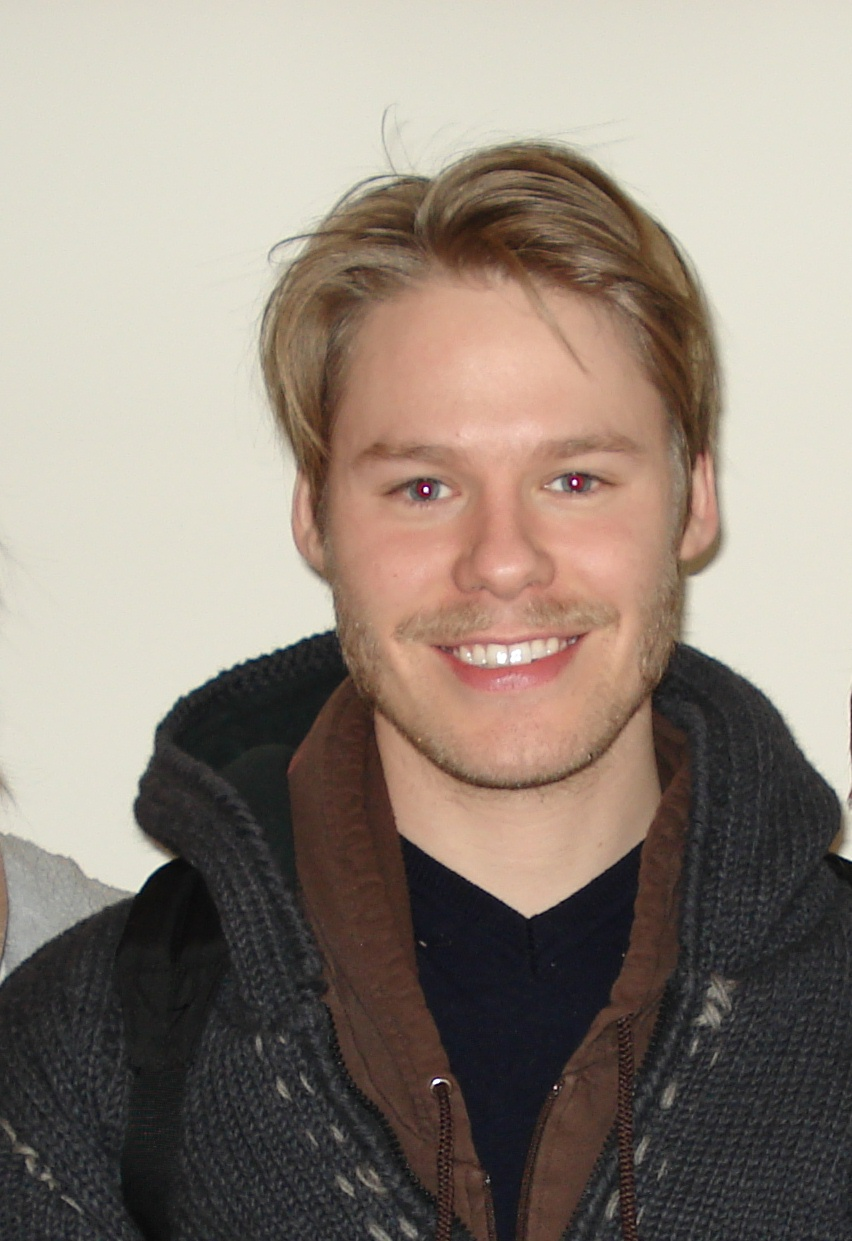
Randy Harrison, Dezember 2007

Randolph „Randy“ Clarke Harrison (* 2. November 1977 in Nashua, New Hampshire) ist ein US-amerikanischer Schauspieler. 

## Leben und Karriere
Randy Harrison ist der Sohn des CEO einer Papierfirma und einer Künstlerin. Er hat einen älteren Bruder und stand bereits mit sieben Jahren auf der Bühne. Im Alter von elf Jahren zog seine Familie nach Alpharetta bei Atlanta in Georgia. Bis 1996 besuchte er dort die katholische Privatschule Pace Academy, wo er seinen Abschluss machte.
Nach der Highschool belegte Harrison Theater am College-Conservatory of Music Cincinnati (CCM) der University of Cincinnati, wo er auch in Uni-Inszenierungen wie Hello Again, Shopping and Fucking sowie Children of Eden auftrat. Zudem stand er parallel zum Studium auf Bühnen in verschiedenen US-amerikanischen Städten. Dazu gehörten Inszenierungen wie Violet am Ensemble Theatre of Cincinnati und das Musical 1776 am St. Louis Municipal Theatre. Zudem spielte er in Ein Sommernachtstraum, The Real Inspector Hound und A Cheever Evening. Nach seinem Hochschulabschluss im März 2000 zog er nach New York City.
Sein Fernsehdebüt gab Randy Harrison 2000 in der US-amerikanischen Serie Queer as Folk, in der er bis zum Ende der Serie 2005 den Schüler/Studenten Justin Taylor spielte, der sich bereits als Oberstufenschüler outet, Zuhause auszog und anschließend ein offen schwules Leben führt. Die stärkste Resonanz hatte Harrison bei schwulen Teenagern, die bislang ungeoutet waren und sich isoliert fühlten. 
Am Broadway stand er erstmals 2004 im Musical Wicked auf der Bühne und feierte große Erfolge mit dem Stück Equus von Peter Shaffer im Berkshire Theater. Weitere Theaterstücke und Musicals, in denen er auftrat, waren Grease und West Side Story. 2006 stand er für Ein Sommernachtstraum beim Alabama Shakespeare Festival und für Amadeus beim Berkshire Theater Festival auf der Bühne. 2006 wurde Harrison Mitgründer des Arts Bureau (tAB), einer Dachorganisation, die Theater, Film, Musik und Schreiben fördert. 2007 brachte er seine erste tAB-Theaterinszenierung heraus, a heartwarming story, ultimately, ein Stück basierend auf der Arbeit Anton Tschechows. 2008 folgten Harrisons erster Kurzfilm Thinking und der Spielfilm Lorton Lake, die ebenfalls von tAB gefördert wurden.
Randy Harrison lebte von 2002 bis 2008 in einer Beziehung mit dem New Yorker Journalisten Simon Dumenco, Mitarbeiter der Zeitschriften Advertising Age und Details. Seit Dezember 2009 lebt Harrison im New Yorker Stadtteil Williamsburg.

## Theater (Auswahl)
- Violet (Ensemble Theatre of Cincinnati)
- 1776 (St. Louis Municipal Theatre)
- West Side Story (Forestburg Playhouse)
- A Midsummer Night's Dream
- The Real Inspector Hound
- A Cheever Evening
- 2002: A Letter from Ethel Kennedy (MCC Theater, NYC)
- 2004: Wicked (Broadway, NYC)
- 2005: Equus (Berkshire Theatre Festival)
- 2006: Amadeus (Berkshire Theatre Festival)
- 2006: Encore (Pace Academy, Atlanta)
- 2007: The Glass Menagerie (Guthrie Theatre, Minneapolis)
- 2007: One Flew Over the Cuckoo's Nest (Berkshire Theatre Festival)
- 2007: Mrs. Warren's Profession (Berkshire Theatre Festival)
- 2008: Waiting for Godot (Berkshire Theatre Festival)
- 2009: Ghosts (Berkshire Theatre Festival)
- 2010: Endgame (Berkshire Theatre Festival)
- 2010: Twelfth Night (Shakespeare Theatre Company, Washington, D.C.)
- 2012: SILENCE! The Musical (Elektra Theatre, Times Square)
- 2013: Harbor (Primary Stages, Off-Broadway)

## Filmographie
- 2000–2005: Queer as Folk (Fernsehserie, 83 Folgen)
- 2002: Bang, Bang, Du bist tot (Bang Bang You're Dead)
- 2010: Jack in a Box (Fernsehserie, Folge 2x06)
- 2012: Gayby
- 2014: Such Good People
- 2015: Mr. Robot (Fernsehserie, Folgen 1x03, 1x09)
- 2017: New York is Dead (Fernsehserie, Folgen 1x01–1x05, verschiedene Nebenrollen)

## Einzelnachweis
1. ↑  Patrick Phillips: Simon Dumenco: 'The Web Has Created Little Original Media Value', I Want Media, 28. April 2004

| Personendaten    | Personendaten                               |
| ---------------- | ------------------------------------------- |
| NAME             | Harrison, Randy                             |
| ALTERNATIVNAMEN  | Harrison, Randolph Clarke (wirklicher Name) |
| KURZBESCHREIBUNG | US-amerikanischer Schauspieler              |
| GEBURTSDATUM     | 2. November 1977                            |
| GEBURTSORT       | Nashua, New Hampshire                       |